# Mason Ewing Corporation
Tập đoàn Mason Ewing (Mason Ewing Corporation) là một công ty cổ phần có trụ sở tại Los Angeles (Hoa Kỳ) do Mason Ewing lãnh đạo và thành lập vào năm 2011.
Công ty hoạt động chủ yếu trong các lĩnh vực thời trang, điện ảnh, âm nhạc và văn học nhưng cũng có các lĩnh vực hoạt động khác như mỹ phẩm.

## Mô tả
Công ty có các công ty con tại một số quốc gia như Mason Ewing Corporation (Canada), Các Công ty Ewing (Pháp) và Ewingwood (Cameroon). 
Tuy nhiên, chính khía cạnh thời trang đã đưa công ty đến gần với công chúng. Thương hiệu quần áo Mason Ewing có một dòng áo thun với chữ nổi và một dòng sản phẩm khác có dòng chữ ‘Espoir pour l’avenir’ (Hy vọng vào tương lai).
Khía cạnh văn học đã khởi động vào năm 2019 dưới danh nghĩa Nhà xuất bản Ewing. Cuốn sách đầu tiên ‘’Đôi mắt của định mệnh’’ đã được xuất bản vào ngày 1 tháng 11 năm 2019. 

## Những lĩnh vực chính

### Thời trang
Công ty Mason Ewing là công ty con thuộc Tập đoàn Mason Ewing, được thành lập bởi Mason Ewing một vài năm trước khi khai trương công ty mẹ. Các nhà bảo trợ của công ty là Emmanuel Petit (nhà vô địch bóng đá thế giới năm 1998) và Olivier Lapidus (con trai của nhà thiết kế Ted Lapidus). Thương hiệu này gồm có :
- Một dòng áo thun có chữ nổi dành cho cả những người sáng mắt và người khiếm thị[6]. Về nguồn gốc, bản thân Mason Ewing cũng là một người khiếm thị, ông rất bất bình vì những người mắc chứnsg khuyết tật giống ông ấy không thể tự mình nhận biết màu sắc của trang phục mà họ mang, cần phải có sự giúp đỡ của một người khác để mặc quần áo[7]. Với mong muốn mang lại sự tự chủ hơn cho những người khuyết tật về thị giác, ông đã có ý tưởng đưa chữ nổi lên áo thun, áo polo (áo thun có cổ), áo ba lỗ, v.v. Như thế, người khiếm thị sẽ có thể tự mình phối màu khi mặc quần áo hàng ngày. Trên các trang phục này cũng có hình em bé Madison trong nhiều trạng thái như đang trượt ván, đang chơi BMX, hay cùng với một cây đàn ghi-ta[8]. Dòng chữ nổi trên trang phục cũng miêu tả hoạt động của em bé này. 5% số tiền thu được sẽ được chuyển vào hiệp hội quốc tế SOS Madison International[9]. Những bộ quần áo này được bán tại bảo tàng Louis Braille[10] ;
- Dòng sản phẩm thứ hai, được tạo ra bởi Mason Ewing để tỏ lòng kính trọng đối với mẹ của ông Marie – bản thân bà cũng là một thợ may, nhà tạo mẫu và nhà thiết kế. Những nhân vật nổi bật đã mặc những thiết kế này có thể kể đến như Rachel Legrain-Trapani (Hoa hậu nước Pháp năm 2007)[11] và Rebecca Ayoko (từng là Nàng thơ của thương hiệu Yves Saint Laurent). Ngay từ buổi trình diễn đầu tiên, thương hiệu đã gây hứng thú đối với các nhân vật nổi bật. Với bộ sưu tập Espoir pour l'avenir, thương hiệu đã tổ chức các buổi trình diễn ở nhiều quốc giá như Pháp (tại Trung tâm hội nghị Eurosites George–V)[12], Cameroon (tại khách sạn Hilton ở Yaoundé), ở Saint-Martin (cho cuộc bình chọn Hoa hậu Caribe) hoặc cả ở Martinique nữa ;

- Bộ sưu tập nội y nữ Elisa Charnel (được ra mắt cùng lúc với bộ sưu tập Espoir pour l'avenir. Trong bộ sưu tập này, tất cả các bộ nội y đều được làm ra với một thiết kế riêng biệt.

### Nghe - Nhìn
Lĩnh vực Nghe - nhìn là niềm đam mê đầu tiên của Mason Ewing. Truyền hình là phương tiện đã giúp ông vượt qua được sự ngược đãi trong thời thơ ấu của ông.
Với phim ngắn Descry (Cặn bã), lĩnh vực nghe nhìn đã thành công rực rỡ. Từ đó, bộ phận này đã sản xuất ra những bộ phim hoạt hình như Những cuộc phiêu lưu của Madison, với nhân vật chính là em bé Madison và người bạn Johan của cậu bé. Tiếp đến là những cuộc phiêu lưu của Pilou và Michou, một phim hoạt hình dành cho trẻ em kể về câu chuyện của những người bình dân sống vào cuối thể kỉ XVIII. Pilou là một thanh niên 17 tuổi sống với người mẹ Cunégonde và bà ngoại Michou của cậu ấy.
Ngoài những phim hoạt hình hướng đến trẻ em, Mason Ewing Corporation còn sản xuất những sê ri phim truyền hình dành cho thiếu niên. Thông qua đó giúp truyền tải những thông điệp mạnh mẽ như gia đình, những điều cấm kỵ trong xã hội và về quyền lực. Như vậy, chúng ta có thể xem Mickey Boom, một sê ri do công ty con tại Pháp sản xuất, Eryna Bella và Deux plus trois (Hai cộng ba) sản xuất tại Los Angeles.
Cuối năm 2014, ông bán phim ngắn Une Lueur d'Espoir (Một tia hy vọng) cho kênh France Télévisions.
Trung thành với nguồn gốc của mình, năm 2016, Mason Ewing đã sản xuất bộ phim mang tên Orishas, do Yann Loïc Kieffoloh đạo diễn, gợi lên một thần thoại châu Phi, những người Orishas. Phim truyện này được khởi chiếu tại các rạp vào ngày 27-11-2016, bắt đầu ở Montréal, nơi chiếu bản xem trước của bộ phim.
Vào đầu năm 2017, Mason Ewing Corp. bắt đầu sản xuất bộ phim Rainbow Bridge : The Story of Peter and Emily (Cầu vồng : Câu chuyện của Peter và Emily) và tập truyện Satanic Verses (Những câu thơ của Satan). Trong các dự án này, Công ty cùng hợp tác sản xuất với Titan Media Group và City Gate Management. Cũng với những đối tác này, Công ty sẽ tiếp tục sản xuất bộ phim Time Captured. Trong năm nay, Mason Ewing Corporation sẽ sản xuất phần đầu tiên trong bộ ba phần phim kinh dị / viễn tưởng Elie Grimm : L'Enfant maudit (Elie Grimm : đứa trẻ mang lời nguyền).
Liên quan đến Châu Phi, quá trình quay bộ phim Coup de foudre à Yaoundé (Tin sét đánh ở Yaoundé) bắt đầu trong năm 2018. Bộ phim này sẽ là sự kiện mở đường cho Ewingwood, công ty con ở Cameroon của Mason Ewing Corporation.

## Danh mục phim
- 2011: Descry
- 2016 : Orishas : The Hidden Pantheon
- 2017 : Névroses
- 2017 : Comme Les Autres
- 2017 : Le Plus Beau Cadeau de ma Mère

## Trong tương lai

### Nghe - nhìn
- 2019 : Mickey Boom
- 2020 : Coup de Foudre à Yaoundé